# Théville
Théville – miejscowość i gmina we Francji, w regionie Normandia, w departamencie Manche.
Według danych na rok 1990 gminę zamieszkiwało 235 osób, a gęstość zaludnienia wynosiła 30 osób/km² (wśród 1815 gmin Dolnej Normandii Théville plasuje się na 654. miejscu pod względem liczby ludności, natomiast pod względem powierzchni na miejscu 658.).